# Gramática da língua portuguesa
A gramática da língua portuguesa é o estudo objetivo e sistemático dos elementos fonemas, morfemas, palavras, frases, etc. e dos processos de formação, construção, flexão e expressão que constituem e também caracterizam o sistema do idioma português.

## Substantivos

### Conceito
Substantivo é a palavra que nomeia os seres. O conceito de seres deve incluir os nomes, ou seja são palavras variáveis que designam as coisas, ação, qualidade, emoção, nomes, etc. de pessoas, de lugares, de instituições, de grupos, de indivíduos e de entes de natureza espiritual ou mitológica.
Exemplos: mulher, sociedade, vegetação, alma, Maria, senado, paineira, anjo, Brasil, cidade, cavalo, sereia, Teresina, comunidade, cidadão, saci.
Além disso devem incluir nomes de ações, estados, qualidades, sensações, sentimentos.
Exemplos: acontecimento, honestidade, amor, correria, miséria, liberdade, encontro, integridade, raiva, hipocrisia, corrupção.
É toda e qualquer palavra que permite a anteposição do artigo definido ou indefinido.

### Classificação
Quanto à sua formação, os substantivos são classificados em simples e compostos, primitivos ou derivados. Quanto ao seu significado e abrangência, em concretos e abstratos, comuns e próprios.

#### Substantivos simples
Os substantivos simples apresentam um único radical em sua estrutura.
Exemplos: chuva, livro, guarda, flor, desenvolvimento.

#### Substantivos compostos
Os substantivos compostos apresentam mais de um radical em sua estrutura.
Exemplos: guarda-roupa, guarda-chuva, passatempo, beija-flor, pontapé.

#### Substantivos primitivos
Os substantivos que não provêm de qualquer outra palavra da língua são chamados de primitivos.
Exemplos: árvore, folha, flor, carta, dente, pedra.

#### Substantivos derivados
Os substantivos formados a partir de outras palavras da língua pelo processo de derivação são chamados de derivados.
Exemplos: arvoredo, folhagem, florista, florada, carteiro, dentista, pedreiro, jardineiro.

#### Substantivos concretos
Os substantivos que dão nome a seres de existência independente, reais ou imaginários, são chamados concretos. São exemplos de substantivos concretos.
Exemplos: armário, cidade, formiga, sereia, abacateiro, Deus, homem, vento, Brasil.
São considerados concretos os substantivos que nomeiam divindades ou seres fantásticos, pois, existentes ou não, são tomados sempre como seres dotados de vida própria.

#### Substantivos abstratos
Os substantivos que dão nome a estados, qualidades, sentimentos ou ações são chamados abstratos. São exemplos de substantivos abstratos.
Exemplos: tristeza, amor, maturidade, atenção, clareza, brancura, beijo, ética, abraço, honestidade, conquista, paixão.
Em todos esses casos, nomeiam-se conceitos cuja existência depende sempre de um ser para manifestar-se.

#### Substantivos comuns
Os substantivos que designam todo e qualquer indivíduo de uma espécie de seres são chamados comuns.
Exemplos: homem, montanha, professor, mulher, planeta, país, rio, animal, estrela.

#### Substantivos próprios
Substantivos que designam um indivíduo particular de uma determinada espécie são chamados próprios.
Exemplos: José, Coimbra, Angola, Ana, Marte, Gibraltar, Araguaia, Simão, Brasil.
Devem ser grafados começando em letra maiúcula.

#### Substantivos coletivos e adjetivos comuns
É um tipo de substantivo e adjetivo comum que nomeia conjuntos de seres de uma mesma espécie.

##### Coletivos de grupos de pessoas
Assembleia - pessoas reunidas
banca - examinadores
banda - músicos
bando - desordeiros ou malfeitores
batalhão - soldados
camarilha - bajuladores
cambada - desordeiros ou malfeitores
caravana - viajantes ou peregrinos
caterva - desordeiros ou malfeitores
choldra - assassinos ou malfeitores
chusma - pessoas em geral
claque - pessoas pagas para aplaudir
clero - religiosos
colônia - imigrantes
comitiva - acompanhantes
corja - ladrões ou malfeitores
coro - cantores
corpo - eleitores, alunos, jurados
elenco - atores de uma peça ou filme
falange - tropas, anjos, heróis
horda - bandidos, invasores
junta - médicos, examinadores, credores
júri - jurados
legião - soldados, anjos, demônios
leva - presos, recrutas
malta - malfeitores ou desordeiros
multidão - pessoas em geral
orquestra - músicos
pelotão - soldados
platéia - espectadores
plêiade - poetas ou artistas
plantel - atletas, bovinos ou equinos selecionados
prole - filhos
quadrilha - ladrões ou malfeitores
roda - pessoas em geral
ronda - policiais em patrulha
súcia - desordeiros ou malfeitores
tertúlia - amigos, intelectuais
tripulação - aeroviários ou marinheiros
tropa - soldados, pessoas
turma - estudantes, trabalhadores, pessoas em geral

##### Coletivos de conjuntos de animais e plantas
alcatéia - lobos
buquê - flores
cacho - frutas
cáfila - camelos
cardume - peixes
colmeia ou colmea - abelhas
colônia - bactéria, formiga, cupins
enxame - abelhas, vespas, marimbondos
fato - cabras
fauna - animais de uma região
feixe - lenha, capim
flora - vegetais de uma região
junta - bois
manada - animais de grande porte
matilha - cães de caça
molho - verduras
ninhada - filhotes de aves
nuvem - insetos (gafanhotos, mosquitos, etc.)
panapaná - borboletas
plantel - animais de raça
ramalhete - flores
rebanho - gado em geral
récua - animais de carga
réstia - alhos ou cebolas
revoada - pássaros
tropa - animais de carga
vara - porcos

##### Coletivos de outros conjuntos
acervo - obras artísticas
antologia - trechos literários selecionados
armada - navios de guerra
arquipélago - ilhas
arsenal - armas e munições
atlas - mapas
baixela - objetos de mesa
bateria - peças de guerra ou de cozinha, instrumentos de percussão
biblioteca - livros catalogados
cancioneiro - poemas, canções
cinemateca - filmes
constelação - estrelas
enxoval - roupas
esquadra - navios de guerra
esquadrilha - aviões
frota - navios, aviões ou veículos em geral (ônibus, táxis, caminhões etc.)
girândola - fogos de artifício
hemeroteca - jornais e revistas arquivados
molho - chaves
pinacoteca - quadros
trouxa - roupas
vocabulário - palavras

### Da flexão dos substantivos
Os substantivos são palavras flexíveis podendo mudar de gênero, número e grau com adição de desinências.

#### Flexão de gênero
O gênero gramatical é a indicação do sexo real ou suposto dos seres e, por haver dois sexos, dois devem ser os gêneros gramaticais: o gênero masculino e o gênero feminino. E existem nomes de coisas concretas e abstratas que não designam sexo por não possuí-lo porque são neutros, porém, como não existe gênero neutro na língua portuguesa atribui-se-lhes um gênero fictício no masculino ou no plural.

##### Gênero Fictício

###### Masculinos
- São os substantivos cuja flexão acarreta a mesma terminação do que substantivos que representam entidades reais (como animais) com género masculino. São normalmente  terminados em o, i, u: litro, batismo, álibi, jaborandi, pó, nó, dó, caju, maracatu, báculo, binóculo, montículo. Apesar de não ser frequente, existem substantivos masculinos terminados em a e e: o problema, o ente.

Exceções: tribo, avó, mó, juriti, lei, grei.
- São os substantivos terminados em é: café, rapé, pontapé, fé, guiné.
- São os substantivos terminados em em, im, om, um: armazém, refém, vintém, brim, dom, homem, modem, bodum.

Exceções: ordem, adem. Todos os terminados em gem: garagem, embreagem, origem, fuligem, vertigem, ferrugem, viagem.
- en: âmem, líquen.
- au, éu, eu, ói: cacau, chapéu, liceu, caubói.

Excetua-se: Nau.
- l: graal, tonel, anil, anzol, paul.

Excetuam-se: cal, catedral, bacanal, moral e outros que, primitivamente adjetivos, passaram a ser substantivos, conservando o gênero do substantivo que costumavam acompanhar, como a vogal (a letra vogal), a diagonal (a diagonal).
- r: alamar, escaler, nadir, furor, calembur.

Excetuam-se: beira-mar, colher, cor, dor, flor.
- s: caos, lápis, cais, áloes.

Observação: Os substantivos terminados em z distribuem-se pelos dois gêneros. Masculinos: albornoz, alcatraz; femininos: paz, foz, noz.

###### Femininos
- a: cama, barca, orelha.
- ã: avã, manhã.
- ção: viração, rotação, afeição.
- ão: gratidão, solidão, ilusão.
- gem: linguagem, homenagem, aragem, passagem, paisagem, contagem, imagem, mensagem, massagem, viagem.
- dade e ice: cidade, verdade, tolice, velhice, idiotice.

Excetuam-se: divã, dia e muitos outros de origem grega, como axioma, fonema, poema, sistema, sintoma, teorema, idioma, diploma, esquema, problema, cinema, dilema, morfema, lexema, grafema, ecossistema, telecinema.

#### Flexão do gênero masculino ao feminino
Podemos distinguir, na indicação do sexo feminino, os seguintes processos:

##### a) com a mudança ou acréscimo na terminação

###### Os nomes terminados em -o mudam o -o em -a
filho - filha
aluno - aluna
menino - menina
gato - gata

###### Os terminados em -ão mudam a terminação de quatro formas diferentes, outros terminam em -oa e outros e os terminados em -em mudam para -ona
anão - anã
cidadão - cidadã
irmão - irmã
ermitão - ermitoa
hortelão - horteloa
leão - leoa
chorão - chorona
pedinchão - pedinchona
valentão - valentona
Para aumentativos: -em - -ona

###### Os em -or formam, geralmente, o feminino com acréscimo de a
doutor - doutora
professor - professora
E outros terminados em -eira: arrumadeira, lavadeira, faladeira.
Rejeita-se, sem razão, o plural guarda-marinhas.

###### Os em -e, uns ficam invariáveis, outros mudam o -e em -a
alfaiate - alfaiata
infante - infante ou infanta
governante - governanta
presidente - presidente ou presidenta
parente - parenta
monge - monja
Invariáveis: amante, cliente, constituinte, doente, habitante, inocente, ouvinte, servente

###### Os em -és ou -ês e -z acrescentam a
freguês - freguesa
português - portuguesa
juiz - juíza

###### Indicam o sexo feminino com o acréscimo de -essa, -isa
abade - abadessa
alcaide - alcaidessa (ou alcaidina)
barão - baronesa
bispo - episcopisa
conde - condessa
cônego - canonisa (admite-se a forma regular cônega)
cônsul - consulesa
diácono - diaconisa
doge - dogesa, dogaresa, dogaressa
duque - duquesa
etíope - etiopisa
jogral - jogralesa
papa - papisa.
píton - pitonisa
poeta - poetisa
príncipe - princesa
prior - priora e prioresa
profeta - profetisa
sacerdote - sacerdotisa
visconde - viscondessa
Vocábulos derivados por meio de -esa: druida - druidesa, druidisa

###### Não se enquadram nos casos precedentes
ateu - atéia
ator - atriz
avô - avó
capiau - capioa
condestável - condestabeleza
confrade - confreira
czar - czarina
dom - dona
egeu - egéia
embaixador - embaixatriz
europeu - européia
felá - felaína
filisteu - filistéiafrade
frei - freira
galo - galinha
zagal - zagala
oficial - oficiala
giganteu - gigantéia
grou - grua
guri - guria
ilhéu - ilhoa
imperador - imperatriz
judeu - judia
landgrave - landgravina
marajá - marani
mandarini - mandarina
maestro - maestrina
peru - perua
pigmeu - pigméia
raja ou rajá - râni ou rani
rapaz - rapariga
rei - rainha
réu - ré
sandeu - sandia
silfo - sílfide
sultão - sultana
tabaréu - tabaroa
herói - heroína

##### Com palavras diferentes para um e outro sexo (heterônimos)

###### Nomes de pessoas
cavaleiro - amazona
cavalheiro - dama
compadre - comadre
frei - sóror, soror ou sor
genro - nora
homem - mulher

###### Nomes de animais
bode - cabra
boi - vaca
burro - besta
cão - cadela

##### Feminino com auxílio de outra palavra (biformes)
padrasto - madrasta
padre - madre
padrinho - madrinha
pai - mãe
patriarca - matriarca
rico-homem - rica-dona
carneiro - ovelha
cavalo- égua
veado - cerva (admite-se também a forma veada)
zangão - abelha

##### Substantivos comuns de dois
Há substantivos que têm uma só forma para os dois sexos:
estudante, consorte, mártir
São por isso chamados comuns-de-dois. Tais substantivos distinguem o sexo pela anteposição do artigo o (para o masculino) e do artigo a (para o feminino).
estudante - a estudante; camarada - a camarada; mártir - a mártir
Os nomes terminados em -ista e muitos terminados em -e são comuns de dois:
o capitalista - a capitalista; o doente - a doente.

##### Substantivos epicenos
Enquadram-se neste grupo os nomes de animais para cuja distinção de sexo empregamos as palavras macho e fêmea:
cobra macho; jacaré fêmea
Ainda é possível ver as formas:
o macho da cobra; a fêmea do jacaré.

##### Sobrecomuns
- São nomes de um só gênero gramatical que se aplicam, indistintamente, a homens e mulheres.

Exemplos: o algoz, o carrasco, o cônjuge, a criatura, o ente, a pessoa, o ser, a testemunha, o verdugo, a vítima.
- Gênero estabelecido por palavra oculta. São masculinos os nomes de rios, mares, montes, ventos, lagos, pontos cardeais, meses, por subentendermos estas denominações.

Exemplos: o (rio) Amazonas, o (oceano) Atlântico, o (vento) bóreas, o (lago) Lddoga.
- São normalmente femininos os nomes de cidades, ilhas.

Exemplos: a bela (cidade) Petrópolis, a movimentada (ilha) Governador.
- Nomes de navios dependem do termo subentendido.

Exemplos: o (transatlântico) Argentina, a (corveta) Belmonte.
- Algumas bebidas e marcas.

Exemplos: o (vinho) champanha, o (vinho) madeira, o (charuto) havana, o (café) moca, o (gato) angord, o (cão) terra-nova.
- Mudança de sentido na mudança de gênero. Há substantivos que são masculinos ou femininos, conforme o sentido com que se achem empregados:

cabeça (parte do corpo) - o cabeça (o chefe); capital (cidade principal) - o capital (dinheiro, bens); língua (órgão muscular; idioma) - o língua; lotação (capacidade de um carro, navio, sala, etc.) - o lotação (forma abreviada de automóvel); rádio (a estação) - o rádio (o aparelho); voga (moda; popularidade) - o voga (o remador); caixa (recipiente) - o caixa (o funcionário); câmera (a máquina fotográfica) - o câmera (o cinegrafista).

#### Gêneros que podem oferecer dúvida
- São masculinos: os nomes de letras de alfabetos, clã, champanha, dó, eclipse, formicida, grama (unidade de peso), jângal, jângala, lança-perfume, milhar, pijama, proclama, saca-rolhas, sanduíche, sósia, telefonema, soma (usado na linguagem técnica da psiquiatria).
- São femininos: aguardente, análise, fama, cal, cataplasma, cólera, cólera-morbo, coma, dinamite, elipse, faringe, fruta-pão, gesta (= façanha), libido, polé, preá, síndrome, tíbia.
- São indiferentemente masculinos ou femininos: ágape, avestruz, caudal, crisma, diabete, gambá, hélice, íris, juriti, igarité, lama ou lhama, laringe, ordenança, personagem, renque, sabiá, sentinela, soprano, suástica, tapa.

#### Masculinos com mais de um feminino
aldeão - aldeã, aldeoa
deus - deusa, déia (poética)
diabo - diaba, diabra, diáboa
elefante - elefanta, elefoa, aliá
javali - javalina, gíronda
ladrão - ladra, ladrona, ladroa
melro - méiroa, melra
motor - motora, motriz (adjetivo)
pardal - pardoca, pardaloca, pardaleja
parvo - párvoa, parva
polonês - polonesa, polaca
varão - varoa, virago, matrona
vilão - vilã, viloa

### Formação do plural dos substantivos
Em português há dois números gramaticais: singular e plural. O singular indica o objeto ou coleção em si; o plural denota-os indicando mais de um.

#### Formação do plural com acréscimo de -s
Forma-se o plural acrescentando-se -s aos nomes terminados por:
- vogal ou ditongo oral. Exemplos: livro, livros; lei, leis, cajá, cajás;
- ditongos nasais -ãe ou -ão átono. Exemplos: mãe, mães; bênção, bênçãos;
- vogal nasal. Exemplos: ímã, ímãs, irmã, irmãs;
- -m grafando-se -ns. Exemplos: dom, dons).

Observação: totem, também grafado tóteme, tem os plurais totens e tótemes respectivamente.

#### Formação do plural com acréscimo de -es
Acrescenta-se es para formar o plural dos nomes terminados por:
- -s (em sílaba tônica).Exemplos: ás, ases; freguês, fregueses;

Observação: cós serve para os dois números e ainda possui o plural coses.
- -z (em sílaba tônica): luz, luzes; giz, gizes;
- -r. Exemplos: cor, cores; elixir, elixires; revólver, revólveres.

#### Plural dos nomes terminados em -n
Acrescenta-se -s ou -es. Entre parênteses como seria se a palavra tivesse uma terminação adequada às normas da língua portuguesa.
abdômen (abdome): abdomens ou abdômenes.
certâmen (certame): certamens ou certâmenes.
dólmen (dolmem): dolmens ou dólmenes.
espécimen (espécime): espécimens ou especímenes.
germen (germe): germens ou gérmenes.
hífen (hifem): hifens ou hífenes.
pólen (polem): polens ou pólenes.

#### Plural dos nomes terminados em -ão
Repartem-se estes nomes por três formas de plurais:
- terminados em -ões (a maioria deles):

Exemplos: coração, corações; questão, questões; melão, melões; razão, razões.
- terminados em -ães:

Exemplos: cio, cães; capelão, capelães; alemão, alemães; capitão, capitães; escrivão, escrivães; tabelião, tabeliães; pão, pães; maçapão, maçapães; mata-cão, mata-cães; catalão, catalães.
- terminados em -ãos:

Exemplos: chão, chãos; cidadão, cidadãos; cristão, cristãos; desvão, desvãos; grão, grãos; irmão, irmãos; mão, mãos; pagão, pagãos e os paroxítonos apontados em a)
Muitos nomes apresentam dois e até três plurais:
aldeão: aldeãos, aldeões, aldeães.
ancião: anciãos, anciões, anciães.
charlatão: charlatões, charlatães.
corrimão: corrimãos, corrimões.
cortesão: cortesãos, cortesões.
deão: deãos, deões, deães.
ermitão: ermitãos, ermitões, ermitães.
guardião: guardiões, guardiães.
refrão: refrãos, refrães.
sacristão: sacristãos, sacristães.
vilão: vilãos, vilões, vilães.
vulcão: vulcãos, vulcões.

#### Plural dos nomes terminados em -ai, -ol e -ul
Terminados em -ai recebem um -s e os terminados com -ol ou -ul, troca-se o -l por -is:
Exemplos: carnaval, carnavais; lençol, lençóis; álcool, álcoois; paul, pauis.

## Dos adjetivos
Adjetivo é a expressão modificadora que denota qualidade, condição ou estado de um ser. No trecho abaixo estão destacados os adjetivos.

Oceano terrível, mas imenso

De vagas procelosas que se enrolam

Floridas rebentando em branca espuma

Num pólo e noutro pólo— Gonçalves Dias
Locução adjetiva é a expressão formada de preposição somado a um substantivo com valor de um adjetivo:
Homem de coragem = homem corajoso
Livro sem capa = livro desencapado
Observação: nem sempre é encontrado um adjetivo de sentido perfeitamente idêntico ao de locução adjetiva:
Colega de turma.

### Adjetivo explicativo e restritivo
O adjetivo pode ser explicativo ou restritivo.
- Explicativo: é o que designa uma qualidade, condição ou estado essencial ao ser:

Homem mortal, água mole, gelo frio
- Restritivo: o que designa qualidade, condição ou estado acidental ao ser:

Homem bom, água morna, gelo pequeno

### Substantivação do adjetivo
Certos adjetivos são empregados sem qualquer referência a nomes expressos como verdadeiros adjetivos. Esta passagem de adjetivos a substantivos chama-se substantivação:

A vida é combate

que os fracos abate,

Que os fortes, os bravos,

Só pode exaltar— Gonçalves Dias

### Flexões do adjetivo
Como o substantivo, o adjetivo pode variar em número, gênero e grau. O adjetivo acompanha o número do substantivo a que se refere.
Exemplo: aluno estudioso, alunos estudiosos.

#### Formação do plural dos adjetivos
Aos adjetivos se aplicam as mesmas regras de plural dos substantivos.
Quanto aos adjetivos compostos, normalmente só o último varia:
Exemplos: amizades luso-brasileiras, reuniões poético-musicais, anglo-normandos, médico-cirúrgicos
E há os que variam ambos os elementos
Exemplos: surdo-mudo, surdos-mudos; verde-claro, verdes-claros; verde-escuro, verdes-escuros; verde-gaio, verdes-gaios.

### Gênero do adjetivo
O adjetivo concorda, também, em gênero com o substantivo a que se refere.

#### Formação do feminino dos adjetivos

##### Adjetivos uniformes
Os adjetivos uniformes são os que apresentam uma só forma para acompanhar substantivos masculinos e femininos. Geralmente são terminados em -al, -el, -il, -ul, -ar, -er, -az, -iz, -oz, -uz e -e. Exemplos: povo lusíada, breve exame, trabalho útil, objeto ruim, estabelecimento modelar, homem audaz, conto simples.
Estes uniformes terminam em -a, -e, -l, -m, -r: nação lusiada, breve prova, ação útil, coisa ruim, escola modelar, mulher audaz, história simples.
Principais exceções: andaluz, andaluza ou andaluzia; bom, boa; chim, china; espanhol, espanhola.

##### Adjetivos Biformes
Quanto aos biformes, isto é, que têm uma forma para o masculino e outra para o feminino, os adjetivos seguem de perto as mesmas regras que se impõem aos substantivos.
a) Os terminados em -és -or, e -u acrescentam no feminino um a, na maioria das vezes.
chinês, chinesa; lutador, lutadora; cru, crua.
Exceções: 1) cortês, descortês, montés e pedrês são invariáveis;
2) incolor, multicor, sensabor, melhor, menor, pior e outros são invariáveis.
Outros em -dor ou -tor apresentam-se em -triz: motor, motriz (a par de motora, conforme vimos nos substantivos);
Outros terminam em -eira: trabalhador, trabalhadeira (a par de trabalhadora). Superiora (de convento) usa-se como substantivo.
3) hindu é invariável; mau
b) Os terminados em -eu passam, no feminino, a -éia:
europeu, européia; ateu, atéia.
Exceções: judeu, judia; sandeu, sandia; tabaréu faz tabaroa; réu faz ré.
c) Alguns adjetivos também, no feminino, mudam a vogal tônica fechada
o para aberta:
laborioso, laboriosa; disposto, disposta.

### Grau dos adjetivos
Há três graus na qualidade expressa pelo adjetivo: positivo, comparativo e superlativo.
O positivo enuncia simplesmente a qualidade:
O rapaz é cuidadoso.
O comparativo compara qualidade entre dois ou mais seres estabelecendo:
a) uma igualdade:
b) uma superioridade:
c) uma inferioridade:
o rapaz é tão cuidadoso quanto (ou como) os outros.
o rapaz é mais cuidadoso que (ou do que) os outros.
o rapaz é menos cuidadoso que (ou do que) os outros.
O superlativo pode:
a) ressaltar, com vantagem ou desvantagem, a qualidade do ser em relação a outros seres:
O rapaz do mais cuidadoso dos (ou dentre os) pretendentes ao emprego.
O rapaz do menos cuidadoso dos pretendentes.
b) indicar que a qualidade do ser ultrapassa a noção comum que se tem dessa mesma qualidade:
O rapaz é muito cuidadoso.
O rapaz é cuidadosíssimo.
No primeiro caso, a qualidade é ressaltada em relação ou comparação com os outros pretendentes. Diz-se que o superlativo é relativo.
Forma-se o superlativo relativo com a intercalação do adjetivo nas fórmulas o mais ... de (ou dentre), o menos ... de (ou dentre).
No segundo caso, a superioridade é ressaltada sem nenhuma relação com outros seres. Diz-se que o superlativo é absoluto ou intensivo
O superlativo absoluto pode ser analítico ou sintético. Forma-se o analítico com a anteposição de palavra intensiva (muito, extremamente, extraordinariamente, et noc.) ao adjetivo: muito cuidadoso.
O sintético é obtido por meio do sufixo -issimo (ou outro de valor intensivo) acrescido ao adjetivo no grau positivo: cuidadosíssimo.
Quanto ao sentido, cuidadosíssimo diz mais, é mais enfático do que muito cuidadoso. Na linguagem coloquial, se desejamos que o superlativo
absoluto analítico seja mais enfático, costumamos repetir a palavra.
Alterações gráficas no superlativo absoluto.
a) ao receber o sufixo intensivo, o adjetivo no grau positivo pode sofrer certas modificações
cuidadosa - cuidadosíssima
elegante - elegantíssimo
cuidadoso - cuidadosíssimo
b) os terminados em -vel átono adota-se o radical latino, terminado em -bil:
amável - amabilíssimo, móvel - mobilíssimo
c) Os adjetivos terminados em ro e re, áspero e livre, passam para o superlativo mediante acréscimo da terminação rimo ao nominativo latino dessas palavras.
acre - acérrimo
áspero - aspérrimo
célebre - celebérrimo
célere - celérrimo
íntegro - integérrimo
livre - libérrimo
Ao lado do superlativo à base do termo latino, pode circular o que procede do adjetivo no grau positivo acrescido da terminação -íssimo:
agílimo - agilíssimo
antiqüíssimo - antiguíssimo
crudelíssimo - cruelíssimo
dulcissimo - docissimo
facílimo - facilíssimo
humílimo - humildíssimo
macérrimo - magríssimo
nigérrimo - negríssimo
paupérrimo - pobríssimo
OBs.: Chamamos a atenção para as palavras terminadas em -io, na sua forma sintética, apresentam dois is:
sério - seriíssimo
precário - precariíssimo
frio - friíssimo
necessário - necessariíssimo
Tendem a fixar-se as formas populares seríssimo (coisa seríssima), necessaríssimo e semelhantes, com um i apenas.

## Artigos definidos e indefinidos
Artigo é a palavra variável que se antepõe aos substantivos que designam seres determinados (o, a, os,, as) ou indeterminados (um, uma, uns, umas).
Daí a divisão dos artigos em definidos (que são o, a, os, as) e indefinidos
(um, uma, uns, umas):
Quero o livro.
Quero um livro.
No primeiro caso, o substantivo designa um livro determinado e conhecido, inconfundível para a pessoa que fala ou escreve.
No segundo, o substantivo designa um livro qualquer dentre outros.
Precedido, de artigo definido pode também o substantivo exprimir a
espécie inteira:
o homem é mortal.
Não se trata aqui de um homem determinado, mas, sim, uma referência
ao ser humano em geral.
Nem sempre se evidencia a oposição entre o, a, os, as e um, uma, uns,
umas, porque os artigos aparecem em construções dos mais variados valores.

## Pronomes
Pronome é a expressão que designa os seres sem dar-lhes nome nem qualidade, indicando-os apenas como pessoa do discurso.
Pessoas do discurso. - Três são as pessoas do discurso: a que fala (1.a pessoa), a que se fala (2.a pessoa) e a pessoa ou coisa de que
se fala (3.a pessoa).

### Classificação dos pronomes
Os pronomes podem ser: pessoais, possessivos, demonstrativos (abarcando o artigo definido), indefinidos (abarcando o artigo indefinido), interrogativos e relativos.

#### Pronomespessoais
Os pronomes pessoais designam as três pessoas do discurso:
1.a pessoa: eu (singular), nós (plural),
2.a pessoa: tu (singular), vós (plural) e
3.a pessoa: ele, ela (singular), eles, elas (plural).
O plural nós indica eu mais outra ou outras pessoas, e não eu + eu.
Os pronomes pessoais são subdivididos em: 
- do caso reto: função de sujeito na oração.
Nós saímos do shopping. (nós = sujeito)
- do caso oblíquo: função de complemento na frase.
Desculpem-me. (me = objeto)

##### Os pronomes oblíquos subdividem-se em
- oblíquos átonos: nunca precedidos de preposição, são eles: me, te, se, o, a, lhe, nos, vos, se, os, as, lhes.
Basta-me o teu amor.
-oblíquos tônicos: sempre precedidos de preposição: 
Preposição: a, de, em, por etc.
Pronome: mim, ti, si, ele, ela, nós, vós, si, eles, elas.
Basta a mim o teu amor.
As formas eu, tu, ele, ela, nós, vós, eles, elas, que funcionam como sujeito, se dizem retas. A cada um destes pronomes pessoais retos,
corresponde um pronome pessoal oblíquo que funciona como complemento e pode apresentar-se em forma átona ou forma tônica. Ao contrário das formas átonas, as tônicas vêm sempre presas a preposição:
| Número   | Pessoa   | Pronomes retos | Pronomes oblíquos             |
| Singular | primeira | Eu             | Me, mim, comigo               |
|          | segunda  | Tu             | Te, ti, contigo               |
|          | terceira | Ele/ela        | Se, si, consigo, o, a, lhe    |
| Plural   | primeira | Nós            | Nos, conosco                  |
|          | segunda  | Vós            | Vos, convosco                 |
|          | terceira | Eles/elas      | Se, si, consigo, os, as, lhes |

#### Pronome de tratamento
Pronome de tratamento é aquele com que nos referimos às pessoas a quem se fala (de maneira cerimoniosa), portanto segunda pessoa, mas a concordância gramatical deve ser feita com a terceira pessoa.
Alguns pronomes de tratamento:
| pronome de tratamento | abreviatura | referência                 |
| Vossa Alteza          | V.A.        | príncipes, duques          |
| Vossa Eminência       | V.Emª.      | cardeais                   |
| Vossa Excelência      | V.Exª.      | altas autoridades em geral |
| Vossa Magnificência   | V.Magª.     | reitores de universidades  |
| Vossa Reverendíssima  | V.Revma     | sacerdotes em geral        |
| Vossa Santidade       | V.S.        | papas                      |
| Vossa Senhoria        | V.Sª.       | funcionários graduados     |
| Vossa Majestade       | V.M.        | reis, imperadores          |

## Morfologia verbal
Os verbos são divididos em três conjugações, identificadas pela terminação dos infinitivos, -ar, -er, -ir (e -or, remanescente no único verbo, pôr, juntamente com seus compostos; este verbo pertence, todavia, à conjugação de infinitivos terminados em -er, pois tem origem no latim poner, evoluindo para poer e pôr). A maioria dos verbos terminam em ar, tais como cantar. De uma forma geral, os verbos com a mesma terminação seguem o mesmo padrão de conjugação. Porém, são abundantes os verbos irregulares e alguns chegam a ser até mesmo anômalos: ir, ser, saber, pôr e seus derivados apor, opor, compor, dispor, supor, propor, decompor, recompor, repor, sobrepor, transpor e antepor.

### Tempos e aspectos
Há, no português, três tempos e diversos aspectos, a saber:
- Presente, que exprime ações frequentes ou corriqueiras.
- Pretérito, exprimindo ações terminadas no passado, sendo dividido em:
  - Pretérito imperfeito, ações inacabadas;
  - Pretérito perfeito, ações acabadas;
  - Préterito mais-que-perfeito, ação anterior a uma já acabada;
- Futuro, que exprime ações pontuais que ocorrerão no futuro, sendo divididos em:
  - Futuro do presente, ações que serão executadas;
  - Futuro do pretérito, ações que poderiam ser executadas.

Na língua portuguesa, os verbos são divididos em seis modos, de acordo com o que exprimem:
- Indicativo, para exprimir fatos tidos como certos (certeza);
- Conjuntivo ou subjuntivo, para exprimir suposições (possibilidade);
- Imperativo, para exprimir instruções (ordem, pedido, conselho);
- Condicional, para exprimir condições (normalmente, tendo como base suposições);
- Infinitivo, formas verbais que não exprimem nada autónomos, sendo dividido em:
  - Infinitivo pessoal, em que cada forma corresponde a uma pessoa;
  - Infinitivo impessoal, em que a forma dá nome ao seu verbo;
- Formas nominais, sendo estas o gerúndio, muito utilizado na conjugação perifrástica. Participio passado ou Adjectivo verbal, utilizada para tempos compostos e para a voz passiva, e infinitivo impessoal.

#### Conjugação perifrástica
A conjugação perifrástica refere-se a não tempos — chamemos-lhe assim porque, embora esteja gramaticalmente correcto utilizar qualquer uma das formas abaixo, estas não são tempos verbais na nossa gramática.
Podemos utilizar a conjugação perifrástica para exprimir os seguintes sentidos:
- Necessidade - ter de + infinitivo (ex.: Eu tenho de melhorar a Wikipédia.);
- Certeza - haver de + infinitivo (ex.: Hei de[2] conseguir melhorar.);
- Intenção - estar para + infinitivo (ex.: Estou para melhorar.) ou estar prestes a + infinitivo (ex.: Estou prestes a melhorar.);
- Realização futura - verbo ir no presente do indicativo + infinitivo do verbo principal (ex.: Vou ler o artigo sobre a Língua Portuguesa na Wikipédia.)
- Realização próxima - verbo estar no presente do indicativo + a + infinitivo (ex.: Estou a editar a Wikipédia.) ou verbo estar no presente do indicativo + gerúndio (ex.: Estou editando a Wikipédia.)
- Realização gradual - verbo ir no presente do indicativo + gerúndio (ex.: Vou editando a Wikipédia.)
- Acontecimento simultâneo(1) - verbo ir no pretérito imperfeito do indicativo + a + infinitivo (ex.: Ia a rever a Wikipédia quando recebi uma mensagem de correio eletrónico.)
- Acontecimento simultâneo(2) - verbo estar no pretérito imperfeito do indicativo + a + infinitivo (ex.:"Estava a rever a Wikipédia quando recebi uma mensagem de correio eletrónico.")
- Probabilidade ou dever - verbo dever no presente do indicativo + infinitivo (ex.: Devo propor aquele artigo para destaque.)
- Aconselhamento ou reflexão - verbo dever no pretérito imperfeito do indicativo + infinitivo (ex.: Devias ter proposto aquele artigo para destaque.) ou verbo dever no futuro do pretérito do indicativo + infinitivo (ex.: Deverias ter proposto aquele artigo para destaque.)

#### Voz passiva
Comparem-se as frases:
- 1) Camões escreveu Os Lusíadas.
- 2) Os Lusíadas foram escritos por Camões.

As frases 1) e 2) descrevem a mesma situação mas apresentam uma diferença a nível sintáctico. De acordo com a tradição gramatical greco-latina, em 1) o verbo está na voz activa e em 2), na voz passiva.
O objecto directo de 1), "Os Lusíadas", passa a sujeito em 2), enquanto o sujeito de 1), "Camões", passa a agente da passiva em 2): "por Camões".
Na voz passiva, o verbo principal está no particípio passado, concordando em género e número com o sujeito, e tem como auxiliar o verbo "ser". Ainda de acordo com a gramática tradicional, existe um segundo tipo de construção passiva, expressa pelo pronome apassivador "se" e com o verbo na voz activa na terceira pessoa, de que é exemplo 3), e a voz reflexiva, com o verbo na voz activa e os pronomes oblíquos "me", "te", "se", "nos", "vos", tal como em 4).
- 3) Não se vê [= é vista] uma nuvem no céu.
- 4) Feri-me ao cortar o pão.

Actualmente propõe-se uma nova terminologia para estas construções.
A construção passiva exemplificada em 2) é denominada passiva sintáctica ou perifrástica (Mateus et al., 03) ou passiva sintáctica (Peres et al., 95), enquanto 3) é denominada passiva de -se (Mateus et al., 03) ou passiva de clítico (Peres et al., 95).
A Gramática da Língua Portuguesa (Mateus et al., 03) faz a distinção entre passivas pessoais, onde o sujeito ocorre antes do verbo, e passivas impessoais, onde o verbo ocorre antes do sujeito:
- 5) As praias foram destruídas pelo maremoto.
- 6) Foram destruídas muitas praias pelo maremoto.

Nas passivas impessoais, o sujeito é geralmente uma expressão indefinida, sendo tal aqui expresso por “muitas”.
Estes autores referem ainda as passivas adjectivais, construídas com auxiliares como estar, ficar, andar:
- 7) As praias ficaram destruídas.
- 8) As praias estão destruídas.

Tenha em conta que a voz passiva só pode ser feita com verbos transitivos (verbos que seleccionam complemento, como por exemplo comer, ler, amar, abrir) e não com verbos intransitivos (verbos que não seleccionam complemento, como por exemplo correr, rir, andar).

#### Uso coloquial
Na forma coloquial da língua há particularidades na conjugação verbal que ocorrem na conversação, mesmo entre aqueles com mais estudo. Isso não se manifesta, porém, na forma um pouco mais erudita quando escrita.
- O futuro simples é sempre substituído pela forma composta com o verbo auxiliar IR no presente do indicativo + o infinitivo do verbo: dificilmente alguém fala eu farei, diz-se sempre eu vou fazer;
- O pretérito mais-que-perfeito simples é sempre substituído pela forma composta com o verbo auxiliar "ter" (não "haver") no pretérito imperfeito do indicativo + o particípio passado do verbo: Dificilmente alguém fala eu fizera, diz-se eu tinha feito. Quase não se fala também eu havia feito quando na conversação coloquial.como linguagem formal ou informal com girias e etc...

Numa forma mais coloquial, principalmente entre os menos letrados, usa-se muito o pretérito imperfeito como se fosse o futuro do pretérito (condicional): Em lugar de em seu lugar, eu agiria de outra forma, diz-se em seu lugar eu agia de outra forma;

## Morfologia nominal
Todos os substantivos portugueses apresentam dois gêneros: masculino ou inclusivo e feminino ou exclusivo. Muitos adjetivos e pronomes, e todos os artigos, indicam o gênero dos substantivos a que eles se referem. O gênero feminino em adjetivos é formado de modo diferente dos substantivos. Muitos adjetivos terminados em consoante permanecem inalterados: "homem superior", "mulher superior", da mesma forma os adjetivos terminados em "e": "homem forte", "mulher forte". Fora isso, o substantivo e o adjetivo devem sempre estar em concordância: "homem alto", "mulher alta".
O grau dos substantivos é, de uma forma genérica, representado pelos sufixos "-ão, -ona" para o aumentativo e "-inho, -inha" para o diminutivo, ainda que haja numerosas variações para representar esses graus.
Os adjetivos podem ser empregados em forma comparativa ou superlativa. A forma comparativa é representada pelos advérbios "mais…que", "menos…que" e "tanto…quanto" (ou "como"), e a forma superlativa é representada pelas locuções "o mais" ou "o menos". Para representar o superlativo absoluto, pode-se ainda acrescentar os sufixos "-íssimo, -íssima" (alguns adjetivos, no entanto, fazem o superlativo absoluto com a terminação "-érrimo, -érrima", ou "-ílimo", "-ílima").
Os substantivos vêm geralmente acompanhados de um numeral, pronome ou artigo, assumindo variações de acordo com as funções sintáticas, a saber:
- Nominativo (sujeito ou objeto direto): a, o, este, esta, isto, esse, essa, isso, aquele, aquela, aquilo;
- Genitivo (adjunto adnominal de posse): da, do, deste, desta, disto, desse, dessa, disso, daquele, daquela, daquilo;
- Locativo (adjunto adverbial de lugar): na, no, neste, nesta, nisto, nesse, nessa, nisso, naquele, naquela, naquilo;
- Dativo (objeto indireto): à, ao, àquele, àquela, àquilo (a preposição não se funde com os demais demonstrativos).

Os advérbios podem ser formados pelo feminino dos adjetivos, com o acréscimo do sufixo "-mente", por exemplo: certo = cert(a)mente.

## Classes invariáveis
Advérbio é a classe gramatical das palavras que modificam um verbo, um adjetivo ou um outro advérbio, raramente modifica um substantivo. É a palavra invariável que indica as circunstâncias em que ocorre a ação verbal.
Apenas os advérbios de intensidade, de lugar e de modo são flexionados, sendo que os demais são todos invariáveis. A única flexão propriamente dita que existe na categoria dos advérbios é a de grau, a saber:
<Relativo;<
Superlativo Relativo de Superioridade
Aumenta a intensidade (ex.: longe → longíssimo, pouco → pouquíssimo, inconstitucionalmente → inconstitucionalissimamente, etc.).
Superlativo Relativo de Inferioridade
Diminui a intensidade (ex.: perto → pertinho, pouco → pouquinho, devagar → devagarinho, etc.).
Os advérbios bem e mal admitem ainda o grau comparativo, respectivamente, melhor e pior.
Existem também as formas analíticas de representar o grau, que não são flexionadas, mas sim, representadas por advérbios de intensidade como mais, muito, etc. Nesse caso, existe o grau comparativo (de igualdade, de superioridade, de inferioridade) e o grau superlativo (absoluto e relativo).

## Classificação dos advérbios
Na foto, uma aranha caminha cuidadosamente na folha. A palavra cuidadosamente é um advérbio de modo.
Os advérbios da língua portuguesa são classificados conforme a circunstância que expressam.
A Norma Gramatical Portuguesa reconhece sete grupos de advérbios: de lugar, de tempo, de modo, de negação, de dúvida, de intensidade e de afirmação.

### Advérbios de Modo
Assim, bem, mal, acinte (de propósito, deliberadamente), adrede (de caso pensado, de propósito, para esse fim), debalde (inutilmente), depressa, devagar, melhor, pior, como, desapontadoramente, generosamente, cuidadosamente, calmamente e muitos outros terminados com o sufixo "mente".
Locuções Adverbiais de Modo
Às pressas, às claras, às cegas, à toa, à vontade, às escondidas, aos poucos, desse jeito, desse modo, dessa maneira, em geral, frente a frente, lado a lado, a pé, de cor, em vão.

### Advérbios de Lugar
Abaixo, acima, adentro, adiante, afora, aí, além, algures (em algum lugar), nenhures (em nenhum lugar), alhures (em outro lugar), ali, aqui, aquém, atrás, cá, acolá, dentro, embaixo, externamente, lá, longe e perto.
Locuções Adverbiais de Lugar
A distância, à distância de, em cima, à direita, à esquerda, ao lado, em volta, ,por aqui, em baixo, ao meio, em algum lugar.

### Advérbios de Tempo
Afinal, agora, amanhã, amiúde (da expressão a miúdo - repetidas vezes, frequentemente), antes, ontem, breve, cedo, constantemente, depois, enfim, entrementes (enquanto isso), hoje, imediatamente, jamais, nunca, sempre, outrora, primeiramente, tarde, provisoriamente, sucessivamente, já.
Locuções adverbiais de tempo
Às vezes, à(de) tarde, à(de) noite, de manhã, de repente, de vez em quando, de quando em quando, a qualquer momento, de tempos em tempos, em breve, hoje em dia.

### Advérbios de Negação
Não, tampouco (também não), negativamente, jamais, nunca
Locuções adverbiais de negação
De modo algum, de jeito nenhum, de forma nenhuma

### Advérbios de Afirmação
Sim, certamente, realmente, decerto, certo, efetivamente, incontestavelmente,"
Locuções adverbiais de afirmação
De certeza, com certeza,sem dúvida "

### Advérbios de Dúvida
Acaso, casualmente, possivelmente, provavelmente, talvez, quiçá, será.
Locuções adverbiais de dúvida
Por certo, quem sabe, às vezes.

### Advérbios de Grau (Intensidade) ou Quantidade
Assaz (bastante, suficientemente), bastante, demais, mais, menos, bem, muito, quanto, quão, quase, tanto, pouco, demasiado, imenso.
Locuções adverbiais de intensidade ou quantidade
Em excesso, de todo, de muito, por completo, por demais.

## Flexão dos Advérbios
Os advérbios da língua portuguesa são invariáveis em gênero e número, porém flexionam-se em grau. Assim como os adjetivos, admitem dois graus: comparativo e superlativo.

### Grau Comparativo

#### Comparativo de Igualdade
tão + advérbio + quanto (como)
Carlos fala tão alto quanto Marcos.

#### Comparativo de Inferioridade
menos + advérbio + que (do que)
Carlos fala menos alto do que Marcos.

#### Comparativo de Superioridade
Analítico: mais + advérbio + que (do que).
Carlos fala mais alto do que Marcos.
Sintético: melhor ou pior que (do que).
Carlos fala pior do que Marcos. Lirico

### Grau Superlativo

#### Absoluto
Analítico: acompanhado de um outro advérbio.
Carlos fala muito alto.
(no exemplo anterior, muito é um advérbio de intensidade e alto é um advérbio de modo).
Sintético: formado com sufixos.
Carlos fala altíssimo.

#### Relativo
de Inferioridade: Myrelly é a menos esforçada da família.
de Superioridade: Rodrigo é o mais questionador de todos os alunos.

## Locução Adverbial
Locução adverbial é a reunião de duas ou mais palavras com valor de advérbio.
Carlos saiu às pressas. (indicando modo)
Maria saiu à tarde. (indicando tempo)
Ele virá com certeza. (indicando afirmação)
Eu passei por aqui. (indicando lugar)
Ela bebeu em excesso. (indicando intensidade)
Não vou de jeito nenhum. (indicando negação)
Quem sabe eu ganhe... (indicando dúvida)
Há locuções adverbiais que possuem advérbios correspondentes.
Carlos saiu às pressas.
Carlos saiu apressadamente.
Ele virá com certeza.
Ele virá certamente.
As locuções adverbiais podem expressar ideia de: causa, assunto, companhia, instrumento

Preposição é uma palavra invariável que liga dois elementos da oração, subordinando o segundo ao primeiro, ou seja, o regente e o regido. Isso significa que a preposição é o termo que relaciona substantivo a substantivo, verbo a substantivo, substantivo a verbo, adjetivo a substantivo, advérbio a substantivo, etc. Junto com as posposições e as raríssimas circumposições, as preposições formam o grupo das adposições.  Exemplos:
Alunos do colégio assistiram ao filme de Walter Salles. obs:  Teremos como elementos da oração os alunos, o colégio, o verbo assistir, o filme e o Walter Salles. O restante é preposição. Observe: "do" liga "alunos" a "colégio", "ao" liga "assistiram" a "filme", "de" liga "filme" a "Walter Salles". Portanto são preposições.  O termo que antecede a preposição é denominado regente e o termo que a sucede, regido.  Exemplos:
Os alunos do colégio (...) Obs': os alunos, elemento regente; o colégio, elemento regido.

## Preposições simples
As preposições simples são as preposições propriamente ditas: a, ante, após, até, com, contra, de, desde, durante, em, entre, para, perante, por, salvo, segundo, sem, sob, sobre, trás.

## Acidentais
Aquelas que passaram a ser preposições, mas são provenientes de outras classes gramaticais, como: afora (= exceto), como (= na qualidade de), conforme (= de acordo com), consoante (= conforme), durante, exceto (= com exceção de), feito (= tal qual), fora (= exceto), mediante (= por meio de), menos (= exceto), salvo (= exceto), segundo (= conforme), tirante (= exceto), visto (= por).
Agimos conforme a atitude deles.
Conversamos muito durante a viagem.
Obtiveram como resposta um bilhete.
Ele terá que fazer o trabalho.
Conversamos pouco durante a viagem.

## Contração de Preposição
Junção das preposições com determinantes.
- do (de, preposição + o, determinante).
- neste (em, preposição + este, determinante)
- à (a, preposição + a, determinante)
- duma (de, preposição + uma, determinante)
- na (em preposição + a determinante)
- àquela(a preposição + aquela determinante)

Obs:
Não se deve contrair a preposição "de" com o artigo que inicia o sujeito de um verbo, nem com o pronome "ele(s)", "ela(s)", quando estes funcionarem como sujeito de um verbo.
Isso não depende do professor querer.
Forma culta: Isso não depende de o professor querer.

## Imperfeição
É um verbo que liga a um substantivo liberal, como: se fosses; se fôssemos; se falharmos; e vários outros.
Se fôssemos ao banco, tiraríamos o cheque.
Se falharmos, não me perdoarei.
Se tu fosses ao show comigo; terias evitado esse transtorno.
| Principais Relações estabelecidas pelas Preposições - Autoria - Esta música é de Roberto Carlos. - 'Lugar' - Estou em casa. - Tempo -Eu viajei durante as férias. - Modo ou conformidade - Vamos escolher por sorteio. - Causa - Estou tremendo de frio - Assunto - Não gosto de falar sobre política. - 'Fim ou finalidade' - Eu vim para ficar - 'Instrumento' - Paulo feriu- se com a faca. - Companhia - Hoje vou sair com meus amigos. - 'Meio' - Voltarei a andar a cavalo. - Matéria - Devolva-me meu anel de prata. - Posse - Este é o carro de João. - Oposição - O Flamengo jogou contra Fluminense. - Conteúdo - Tomei um copo de (com) . - 'Preço' - Vendemos o filhote de nosso cachorro a (por) R$ 300,00. - Origem - Você descende de família humilde. - Especialidade - João formou-se em Medicina. - Destino ou direção - Olhe para frente! Distinção entre Preposição, Pronome Pessoal Oblíquo, Pronome Demonstrativo e Artigo 'Preposição': ao ligar dois termos, estabelecendo entre eles relação de dependência, o "a" permanece invariável, exercendo função de preposição. Pronome Pessoal Oblíquo: ao substituir um substantivo na frase. Pronome Demonstrativo: pode ser substituído por aquela. 'Artigo': ao anteceder um substantivo, determinando-o. As preposições podem introduzir: a) Complementos Verbais b) Complementos Nominais c) Locuções Adjetivas d) Locuções Adverbiais e) Orações Reduzidas Observações: 1) A preposição após, acidentalmente, pode ser advérbio, com a significação de atrás, depois. 2) Dês é o mesmo que desde e ocorre com pouca frequência em autores modernos. 3) Trás, modernamente, só se usa em locuções adverbiais e prepositivas: por trás, para trás, para trás de. Como preposição simples, aparece, por exemplo, no antigo ditado. 4) Para, na fala popular, apresenta a forma sincopada pra. 5) Até pode ser palavra denotativa de inclusão. Saiba que: As preposições acidentais regem sempre a forma reta dos pronomes pessoais: As preposições essenciais, por sua vez, regem a forma oblíqua tônica desses mesmos pronomes. |

## Conjunção
A conjunção (do termo latino conjunctione) é uma das classes de palavras definidas pela gramática geral. As conjunções são palavras invariáveis que servem para conectar orações ou dois termos de mesma função sintática, estabelecendo, entre eles, uma relação de dependência ou de simples coordenação.  Já as locuções conjuntivas são um conjunto de palavras que exercem a função de conjunção em um enunciado.

### Exemplos de conjunções
Portanto, logo, pois, como, mas, e, embora, porque, entretanto, nem, quando, ora, que, porém, todavia, quer, contudo, seja, conforme.

### Classificação das conjunções

#### Conjunções essenciais
São chamados de "conjunções essenciais" aqueles elementos que atuam sempre como conjunção: e, nem, mas, porém, todavia, contudo, entretanto, ou, pois, porque, portanto, se, ora, apesar e como.

#### Coordenativas e subordinativas
As conjunções e as locuções conjuntivas podem ser classificadas em dois grandes grupos: coordenativas e subordinativas.

##### Coordenativas
As conjunções coordenadas ligam duas orações do mesmo nível sintático, ou dois elementos de mesma função dentro de um enunciado.

###### Copulativas ou Aditivas
As copulativas (português europeu) ou aditivas (português brasileiro) estabelecem uma relação de ligação entre duas orações expressando uma ideia de adição, soma ou acréscimo(ex.: e, nem, mas também, como também, além de (disso, disto, aquilo), tanto... quanto, bem como, ademais, outrossim).
Fabio jogou bola e descansou.
Agrediu a outro e foi agredido.

###### Adversativas
As adversativas ligam duas orações ou palavras, expressando ideia de oposição, bem como de contraste ou compensação entre as unidades ligadas. Também pode gerar um sentido de consequência a algo dito anteriormente (exemplo: mas, apesar, porém, todavia, entretanto, mesmo assim, no entanto, senão, não obstante, contudo, etc).
Obs.: antes das conjunções adversativas a vírgula é obrigatória.
Eu corri muito, mas não alcancei o ônibus.
Ele era artilheiro do time, todavia não marcou nenhum gol no campeonato.

###### Disjuntivas
As disjuntivas (português europeu) ou alternativas (português brasileiro) ligam orações ou palavras, expressando ideia de alternância ou escolha, indicando fatos que se realizam separadamente (exemplo: ou, ou...ou, ora, já...já, quer... quer, seja... seja, talvez... talvez, não... nem).
Ora a criança chora, ora a criança ri.
"Quer você queira ou não, eu vou trabalhar."

###### Conclusivas
As conclusivas ligam a oração anterior a uma oração que expressa ideia de conclusão ou consequência. Servem para dar conclusões às orações (exemplo: logo, por isso, pois (depois do verbo), portanto, por conseguinte, assim, enfim, por fim, consequentemente, de modo que, por consequência, então, destarte, dessarte).
Não estudou, logo não passou na prova.

###### Explicativas
As explicativas ligam a oração anterior a uma oração que a explica, que justifica a ideia nela contida. Expressam a relação de explicação, razão ou motivo (exemplo: que, porque, porquanto, pois, por isso (anteposta ao verbo), já que, visto que, como).
Feche a porta, que está chovendo.

##### Subordinativas
As conjunções subordinativas ligam uma oração de nível sintático inferior (oração subordinada) a uma de nível sintático superior (oração principal). Uma vez que uma oração é um membro sintático de outra, esta oração pode exercer funções diversas, correspondendo um tipo específico de conjunção para cada uma delas. Um período formado por conjunções subordinadas que não contém as tais conjunções é chamado de: oração principal.

###### Integrantes
Introduzem uma oração (chamada de substantiva) que pode funcionar como sujeito, objeto direto, predicativo, aposto, agente da passiva, objeto indireto, complemento nominal (nos três últimos casos pode haver uma preposição anteposta à conjunção) de outra oração. As conjunções subordinativas integrantes são que e se.
Quando o verbo exprime uma certeza, usa-se que; quando não, usa-se "se".
Afirmo que estudei.
Não sei se fizeram ou se farão.
Espero que a ajuda não demore.
Uma forma de identificar o se e o que como conjunções integrantes é substituí-los por "isso", "isto" ou "aquilo".
Afirmo que estudei. (afirmo isto)
Não sei se fizeram ou se farão. (não sei isto)
Espero que a ajuda não demore. (espero isto)
As adverbiais podem ser classificadas de acordo com o valor semântico que possuem.

###### Causal
Estabelece, na frase, uma relação de causa e consequência entre dois ou mais fatos mencionados (exemplo: porque, pois, porquanto, como, pois que, por isso que, já que, uma vez que, visto que, visto como, que, na medida em que).
Foi para lá pois estava doente.
Não fomos à festa porque tínhamos de estudar.
Como o calor estava forte, pusemo-nos a andar pelo passeio público.
Como o frio era grande, aproximaram-se da lareira.

###### Comparativa
Iniciam uma oração que contém o segundo membro de uma comparação (exemplo: que, mais/menos (do) que, (tal) qual, (tão/tanto) quanto, como, assim como, bem como, como se, que nem).
Indica comparação entre dois membros.
Era mais azul do que é agora.
Levantou-se como se estivesse indo à maratona.
Esse doce estava pior que o outro que acabou.

###### Concessiva
Inicia uma oração subordinada em que se admite um fato contrário à ação proposta pela oração principal, mas incapaz de impedi-la (exemplo: (muito) embora, ainda que, ainda quando. se bem que, mesmo que, mesmo quando, posto que, apesar de que, por mais que, nem que, conquanto, malgrado, não obstante, inobstante, em que pese)
Apesar de não terem pegado ônibus, vi-os chegando ao destino.
Estava cansado, embora tenha chegado ao destino.

###### Condicional
Iniciam uma oração subordinada em que se indica uma hipótese ou uma condição necessária para que seja realizado ou não o fato principal (ex.: se, caso, quando, contanto que, salvo se, sem que, dado que, desde que, a menos que, a não ser que, uma vez que).
Seria mais poeta, a menos que fosse político.
Caso estivesse por perto, nada disso teria acontecido.
Não sairia sem que dormisse antes.
Ele poderia sair, contanto que terminasse a tarefa.
Ficou decidido que seria ao ar livre exceto se chovesse.

###### Conformativa
Inicia uma oração subordinada em que se exprime a conformidade de um pensamento com o da oração principal (exemplo: conforme, como, segundo, consoante, de acordo com (todas elas com mesmo valor de conforme).
Deve-se seguir a instrução de montagem conforme o manual do aparelho.
Tal foi a conclusão de Aires, segundo se lê no Memorial. (Machado de Assis)

###### Consecutiva
Iniciam uma oração na qual se indica a consequência (exemplo: que (precedido de tal, tanto, tão, tamanho, de forma que, de modo que, de sorte que, de maneira que, que = equivalendo a sem que).
Tamanho foi seu susto que quase infartou.
Falou tanto na reunião que ficou rouco.

###### Proporcional
Iniciam uma oração subordinada em que se menciona um fato realizado ou para realizar-se simultaneamente com o da oração principal (exemplo: à medida que, à proporção que, ao passo que, enquanto, quanto mais... mais, tanto mais... mais)
À proporção que nos elevávamos, elevava-se igualmente o dia nos ares.
Tudo isso vou escrevendo enquanto entramos no Ano Novo.
O preço do leite aumenta à medida que esse alimento falta no mercado.

###### Temporal
Iniciam uma oração subordinada indicadora de circunstância de tempo (exemplo: logo que, quando, enquanto, até que, antes que, depois que, assim que, sempre que, apenas, mal, cada vez que, desde quando, desde que, todas as vezes que, senão quando, ao tempo que, nem).
Custas a vir e, quando vens, não demora.
Ela sorriu, quando me viu.
Implicou comigo assim que me viu.

###### Final
Introduzem uma oração que expressa a finalidade ou o objetivo com que se realiza a principal. (ex: a fim de que, para que, que, porque = para que).
Toque o sinal para que todos entrem no salão.
Aproxime-se a fim de que possamos vê-lo melhor.

### Observações gerais
Uma conjunção é, na maioria das vezes, precedida ou sucedida por uma vírgula (",") e muito raramente é sucedida por um ponto ("."). Seguem alguns exemplos de frases com as conjunções marcadas em negrito:
Aquele é um bom aluno, portanto deverá ser aprovado.
Meu pai ora me trata bem, ora me trata mal.
Gosto de comer chocolate, mas sei que o excesso me faz mal.
Marcelo pediu que fôssemos alegres para a festa.
João subiu e desceu a escada.
Quando a banda deu seu acorde final, os organizadores deram início aos jogos.
Em geral, cada categoria tem uma conjunção típica. Assim é que, para classificar uma conjunção ou locução conjuntiva, é preciso que ela seja substituível, sem mudar o sentido do período, pela conjunção típica. Por exemplo, o "que" somente será conjunção coordenativa aditiva, se for substituível pela conjunção típica "e".
Dize-me com quem andas, que eu te direi quem és.
Dize-me com quem andas, e eu te direi quem és.
As conjunções alternativas caracterizam-se pela repetição, exceto "ou", cujo primeiro elemento pode ficar subentendido.
As adversativas, exceto "mas", podem aparecer deslocadas. Neste caso, a substituição pelo tipo (conjunção típica) só é possível se forem devolvidas ao início da oração.
A diferença entre as conjunções coordenativas explicativas e as subordinativas causais é o verbo: se este estiver no imperativo, a conjunção será coordenativa explicativa: "Fecha a janela, porque faz frio."
O "que" e o "se" serão integrantes se a oração por eles iniciada responder à pergunta "O que...?", formulada com o verbo da oração anterior. Veja o exemplo:
Não sei se morre de amor (o que não sei? Se morre de amor.)
O uso da conjunção "pois" pode ser classificada em:
- explicativa, quando a conjunção estiver antes do verbo;
- conclusiva, quando a conjunção estiver depois do verbo;
- causal, quando a conjunção puder ser substituída por "uma vez que".

O uso da conjunção "porque" pode ser classificada em:
- explicativa, quando o verbo estiver no imperativo;
- causal, quando indicar um fato;
- final, quando a conjunção puder ser substituída por "para que".

## Interjeição
As interjeições são palavras invariáveis que exprimem estados emocionais  , ou mais abrangente: sensações e estados de espírito; ou até mesmo servem como auxiliadoras expressivas para o interlocutor, já que, lhe permitem a adoção de um comportamento que pode dispensar estruturas linguísticas mais elaboradas.
Ora! Oh! Socorro! Vish! E etc...
A interjeição é considerada palavra-frase, caracterizando-se como uma estrutura à parte. Não desempenha função sintática.
Note que toda interjeição deve vir acompanhada de um ponto de exclamação.
| “ | na escrita, as interjeições vêm quase sempre vem acompanhadas do ponto de exclamação [!] | ” |

Após o ponto de exclamação a primeira letra da próxima sentença deve estar em maiúsculo , veja porque na citação:
| “ | tem na essência o mesmo valor do ponto final, apenas com a particularidade de imprimir à frase a entoação específica da exclamação, da admiração, do espanto, da surpresa | ” |

As interjeições podem ser classificadas de acordo com o sentimento que traduzem. Os principais tipos de interjeição são aqueles que exprimem:
Afugentamento
Arreda! Fora! Passa! Vai-te embora! Sai! Roda! Rua! Toca! Xô! Xô pra lá! Cai fora! Vaza!'
Alegria ou contentamento
Oh! Ah! Olá! Olé! Eta! Eita! Eia! Oba! Eba! Viva! Uhu! Eh! Gol! Que bom! Iupi!
Advertência
Alerta! Cuidado! Alto lá! Calma! Olha! Fogo! Volta aqui!
Admiração
Puxa! Que coisa! Ah! Chi! Ih! Oh! Uh!Uau! Caramba! Caraca! Puts! Gente! Céus! Uai! Ora! Ôrra! Que bom! Bravo!
Alívio
Ufa! Uf! Arre! Ah! Ainda bem! Nossa senhora!
Animação ou estímulo
Coragem! Eia! Avante! Upa! Vamos! Firme! Inteirinho! Bora!
Apelo
Alô! Olá! Oh! Socorro!
Aplauso
Bis! Bem! Bravo! Viva! Apoiado! Fiufiu! Hup! Hurra! Isso! Muito bem! Parabéns! Viva!
Agradecimento
Graças a Deus! Obrigado! Obrigada! Agradecido muito obrigada! Valeu a pena! Valeu!
Chamado
Alô! Hei! Olá! Psiu! Socorro!
Estímulo
Ânimo! Adiante! Avante! Eia! Coragem! Firme! Força! Toca! Upa! Vamos! Vai nessa!
Desculpa
Perdão! Desculpe! Desculpa!
Desejo
Oh! Oxalá! Tomara! Pudera! Queira Deus! Quem me dera!
Despedida
Adeus! Até logo! Bai-bai (pronúncia.)! Tchau! Até amanhã!
Dor
Ai! Ui! Ai de mim!
dúvida
Hum? hem? hã?
Cessação
Basta! Para! Chega! Stop! Não mais!
Invocação
Alô! Ô olá! Psiu! Socorro! Ei! Ó!
Espanto
Uai! Ali! Ué! Ih! Oh! Poxa! Quê! Caramba! Nossa! Aicarai! Opa! Xi! Meu Deus! Senhor Jesus! Ui! Crê em Deus pai!
Impaciência
Arre! Hum! Puxa! Raios! Hem! Diabo! Pô! Argh! Mundo vasto mundo!
Saudação
Ave! Oi! Olá! Ora viva! Salve! Viva! Adeus! Alô! E ai beleza!
Saudade
Ah! Oh! saudade!
Silêncio
Psiu! Silêncio! Calada! (bem demorado) psit! Alto! Basta! Chega! Quietos! Shh!
Suspensão
Alto! Alto lá! Pense bem!
Terror ou medo
Macacos me mordam! Pelas barbas do profeta! Credo! Cruzes! Jesus! Que medo! Jesus Maria e José! Uh! Ui! Barbaridade! Socorro! Francamente!
Surpresa
Ah, sério? Mesmo?
Interrogação
Hei! Hã! Como! Que! Com mil demônios! Quem! Onde! Por que! O que inferno! Oi!